# 西定高架道路
西定高架道路，又稱西定快速道路，是位於臺灣基隆市的高架道路（雙車道快速道路），為建築於西定河上的繞行道路，全線於2006年9月20日通車。

## 簡述
本高架道路全長2.1公里，全線皆為雙向二車道（中央無分隔島，為雙黃實線），最高速限時速40公里。
起點位於成功一路、中山一路、安樂路一段交叉路口，全線構築於西定河之上，採高架方式興建，於新西街設置一平交路口，終點位於中和路。
高架道路連接基隆市區及內木山一帶新社區，紓解西定路一帶交通壅塞問題，促進安樂區、中山區繁榮發展。

## 注意事項
本高架道路僅限小型車與大型重型機車行駛，大客車或大貨車、排氣量低於250c.c以下機車、自行車及行人禁止通行。本路段限高3公尺。